# Hans Zeimentz
Hans Zeimentz (* 5. Mai 1939 in Röhl, Eifel) ist ein deutscher Moraltheologe und Alt-Rektor der Katholischen Fachhochschule (KFH) Mainz.

## Leben
Hans Zeimentz studierte von 1958 bis 1962 Theologie und Philosophie an der Universität Trier zudem Germanistik und Geschichte der Ludwig-Maximilians-Universität München und der Johannes Gutenberg-Universität Mainz. Er war zunächst theologischen Fachverlag tätig und wurde 1966 wissenschaftlicher Assistent bei Josef Georg Ziegler am Lehrstuhl für Moraltheologie in Mainz. 1972 wurde er an der Johannes Gutenberg-Universität Mainz mit einer Arbeit über die Ehe nach der Lehre der Frühscholastik promoviert.
1976 erhielt er einen Ruf auf die erste Professur für Moraltheologie und Christliche Gesellschaftslehre an die Katholische Fachhochschule Mainz. Er war Dekan des Fachbereiches Praktische Theologie, Prorektor und von 1985 bis 1989 und 1997 bis 2001 Rektor der Hochschule. 2004 ging er in den Ruhestand.

## Wirken
Er war wesentlich an der Entwicklung der Katholischen Fachhochschule (KFH) Mainz beteiligt. Zudem engagierte er sich 1986 für die Hochschulgesellschaft Forum Sociale Mainz. Seiner Initiative ist das 1989 gegründete Institut für Fort- und Weiterbildung (ifw) sowie der erste Kooperationsvertrag mit einer ausländischen Hochschule, der Jabok Akademie für Sozialpädagogik und Theologie in Prag, 2001 zu verdanken.
Von 1988 bis 1996 hat Zeimentz sich im Katholikenrat und in der Diözesanversammlung des Bistums Mainz engagiert. Er ist mehr als 20 Jahren in der Kommunalpolitik tätig, so als Bürgermeisterkandidat von Ober-Olm und Fraktionsvorsitzender der CDU.
Auf Vorschlag von Ministerpräsident Kurt Beck wurde ihm 2007 vom Bundespräsidenten Horst Köhler das Verdienstkreuz am Bande des Verdienstordens der Bundesrepublik Deutschland verliehen.
Er ist Mitglied der katholischen Studentenverbindung K.D.St.V. Churtrier Trier im CV.